# Формула Маграбе
В финансовой математике, формула Маграбе это одна из формул оценки опционов. Она применяется к опциону на обмен (опцион Маграбе) одного рискованного актива на другой в момент погашения. Формула была независимо предложена Вильямом Маграбе и Стенли Фишером в 1978 году.

## Определение
Пусть {\displaystyle S_{1}(t)} и {\displaystyle S_{2}(t)} — цены двух рискованных активов в момент {\displaystyle t}, каждый из них имеет фиксированный непрерывный дивиденд равный {\displaystyle q_{i}}. Опцион {\displaystyle C}, который мы хотим оценить даёт покупателю право (но не обязанность) обменять второй актив на первый в момент погашения {\displaystyle T}. Другими словами его выигрыш {\displaystyle C(T)} составит {\displaystyle \max(0,S_{1}(T)-S_{2}(T))}.
Модель рынка Маграбе предполагает только существование двух рискованных активов, чьи цены следуют геометрическому броуновскому движению. Волатильности этих броуновских движений не постоянны, но важно, что волатильность {\displaystyle \sigma } их отношения {\displaystyle S_{1}/S_{2}} является константой. В частности, модель не предполагает существование безрискового актива (такого как облигация с нулевым купоном) или какой-либо нормы процентной ставки.
Если волатильности {\displaystyle S_{i}} равны {\displaystyle \sigma _{i}}, то {\displaystyle \textstyle \sigma ={\sqrt {\sigma _{1}^{2}+\sigma _{2}^{2}-2\sigma _{1}\sigma _{2}\rho }}}, то {\displaystyle \rho } — коэффициент корреляции броуновских движений {\displaystyle S_{i}}.
Формула Маграбе устанавливает справедливую цену опциона в начальный момент времени как:
{\displaystyle e^{-q_{1}T}S_{1}(0)N(d_{1})-e^{-q_{2}T}S_{2}(0)N(d_{2})}
где через {\displaystyle N} обозначено кумулятивное стандартное нормальное распределение,
{\displaystyle d_{1}={\frac {\ln(S_{1}(0)/S_{2}(0))+(q_{2}-q_{1}+\sigma ^{2}/2)T}{\sigma {\sqrt {T}}}}},
{\displaystyle d_{2}=d_{1}-\sigma {\sqrt {T}}}.

## Доказательство
Формула доказывается сведением к формуле Блэка — Шоулза:
- Во-первых, рассмотрим оба актива, оценённых в единицах {\displaystyle S_{2}} (в таких случаях говорят, что {\displaystyle S_{2}} используется в качестве счётных денег), это означает, что единица первого актива теперь стоит {\displaystyle S_{1}/S_{2}} единиц второго актива, а второй актив стоит в точности 1.
- При таком выборе счётных денег, второй актив становится безрисковым и его дивидендная ставка {\displaystyle q_{2}} совпадает с нормой процентной ставки. Доход опциона, пересчитанный в соответствии с изменением счётных денег, равен {\displaystyle \max(0,S_{1}(T)/S_{2}(T)-1)}.
- Таким образом, исходный опцион становится колл-опционом на первый базовый актив (с его счётной ценой) ценой страйк равной 1 единице безрискового актива. Отметим, что дивидендная ставка {\displaystyle q_{1}} первого актива остаётся той же самой даже после пересчёта.
- Применяя формулу Блэка — Шоулза к этим значениям как к соответствующим входным данным, например, значение исходного актива {\displaystyle S_{1}(0)/S_{2}(0)}, процентная ставка {\displaystyle q_{2}}, волатильность {\displaystyle \sigma } и т. д, получим цену опциона, выраженную в счётных деньгах.
- Так как окончательная цена опциона выражена в единицах {\displaystyle S_{2}}, то умножение на {\displaystyle S_{2}(0)} переведёт ответ в исходные единицы, то есть обычную валюту, в которой и получим формулу Маграбе.